# Aldo Aureggi
Aldo Aureggi (ur. 6 października 1931 w Rzymie, zm. 21 sierpnia 2020 tamże) – włoski florecista, srebrny medalista olimpijski i brązowy medalista mistrzostw świata.
Na igrzyskach olimpijskich w Rzymie w 1960 roku Włosi w składzie: Edoardo Mangiarotti, Alberto Pellegrino, Luigi Carpaneda, Mario Curletto i Aldo Aureggi wywalczyli srebrny medal. Był to jego jedyny start olimpijski.
Podczas mistrzostw świata w Paryżu w 1957 roku Aldo Aureggi, Giancarlo Bergamini, Luigi Carpaneda, Vittorio Lucarelli, Alberto Pellegrino i Antonio Spallino zdobyli brązowy medal drużynowo.
W 1959 zdobył indywidualne mistrzostwo Włoch. Po zakończeniu kariery został lekarzem.